# Чахимахи
Чахимахи (дарг. Чяхимахьи) — село в Левашинском районе Дагестана. Входит в состав сельского поселения Сельсовет Аялакабский. 

## География
Расположено в 20 км к востоку от районного центра села Леваши, на реке Какаозень.

## История
Село числится в составе Левашинского, но находится на территории Сергокалинского района. Образовано выходцами из села Мекеги.

## Население
| 1926 | 1939 | 1970 | 1989 | 2002 | 2010 | 2021 |
| ---- | ---- | ---- | ---- | ---- | ---- | ---- |
| 93   | ↗136 | ↘114 | ↘102 | ↗180 | ↗186 | ↗226 |